# Pierre Hermabessière
Pour les articles homonymes, voir Hermabessière.
Pierre Hermabessière, né le 3 octobre 1803 à Arles-sur-Tech et mort le 22 décembre 1862 à Amélie-les-Bains (Pyrénées-Orientales) est un médecin et homme politique français. Il est directeur des thermes Hermabessière (Thermes romains d'Amélie-les-Bains-Palalda), maire de la commune des Bains d'Arles, renommée en Amélie-les-Bains et conseiller général du canton d'Arles-sur-Tech.